# Grand Prix automobile d'Europe 2012
GP précédent GP suivant
Le Grand Prix automobile d'Europe 2012 (2012 Formula 1 Grand Prix of Europe), disputé le 24 juin 2012 sur le circuit urbain de Valence, est la 866e épreuve du championnat du monde de Formule 1 courue depuis 1950. Il s'agit de la vingt-deuxième édition du Grand Prix d'Europe comptant pour le championnat du monde de Formule 1, la cinquième disputée à Valence, et de la huitième manche du championnat 2012.
Sebastian Vettel, parti en pole position, fait fructifier sa première place et s'offre une large avance en tête de la course avant d'être victime d'un problème d'alternateur au trente-quatrième tour. Onzième sur la grille, Fernando Alonso, qui est remonté au classement grâce à un bon départ, plusieurs dépassements et un arrêt au stand efficace, se retrouve alors en tête. Contrairement à l'année précédente qui avait vu les vingt-quatre pilotes engagés terminer la course, l'épreuve est marquée par de nombreux abandons. Ainsi, Romain Grosjean et Lewis Hamilton doivent successivement renoncer alors qu'ils occupent la deuxième place. Alonso remporte finalement cette huitième manche du championnat devant Kimi Räikkönen et Michael Schumacher, qui monte sur le podium pour la première fois depuis six ans. Au classement des pilotes, Alonso réalise une excellente opération en se prenant 20 points d'avance sur son dauphin Mark Webber, plus large écart de la saison entre les deux premiers (111 points contre 91). À l'issue de la course, dix-huit des vingt-quatre pilotes en lice au championnat ont marqué au moins un point.
Chez les constructeurs, Red Bull Racing conserve sa place en tête du championnat avec 176 points, devant McLaren (137 points), Lotus (126 points) et Ferrari (122 points). À la fin du Grand Prix, neuf des douze écuries engagées au championnat ont marqué des points, Caterham, Marussia et HRT n'en ayant pas encore inscrit.

## Essais libres

### Première séance, le vendredi de 10 h à 11 h 30
| Pos. | Pilote           | Voiture              | Chrono         | Écart     |
| ---- | ---------------- | -------------------- | -------------- | --------- |
| 1    | Pastor Maldonado | Williams-Renault     | 1 min 40 s 890 |           |
| 2    | Sebastian Vettel | Red Bull-Renault     | 1 min 40 s 973 | + 0 s 083 |
| 3    | Mark Webber      | Red Bull-Renault     | 1 min 40 s 984 | + 0 s 094 |
| 4    | Jenson Button    | McLaren-Mercedes     | 1 min 40 s 994 | + 0 s 104 |
| 5    | Fernando Alonso  | Ferrari              | 1 min 41 s 065 | + 0 s 175 |
| 6    | Paul di Resta    | Force India-Mercedes | 1 min 41 s 105 | + 0 s 215 |

La température de l'air est de 23 °C et la piste est à 27 °C au départ de la première séance d'essais libres du Grand Prix d'Europe sur le circuit de Valence. Les pilotes s'élancent immédiatement afin de boucler leur tour d'installation puis Jean-Éric Vergne réalise le premier tour chronométré de la journée en 1 min 45 s 619, temps qu'il améliore en 1 min 43 s 449,,,.
Si son coéquipier Daniel Ricciardo tourne ensuite en 1 min 43 s 165, Vergne reprend peu après la tête en 1 min 42 s 944. Les deux pilotes Lotus, qui disposent d'une monoplace avec un aileron avant retravaillé comportant de nouveaux petits éléments chargés de rediriger les flux d'air, passent alors à l'attaque et Kimi Räikkönen établit un tour en 1 min 42 s 589 avant d'être battu par son coéquipier Romain Grosjean en 1 min 42 s 457,,,.
Bien que les ingénieurs de Ferrari ne cherchent pas à ce que les pilotes alignent des temps rapides, Felipe Massa se porte en tête avec un tour bouclé en 1 min 42 s 401, mais Räikkönen réplique en 1 min 41 s 769. Nico Rosberg prend alors l'avantage en 1 min 41 s 182 mais ne peut rien contre le temps réalisé peu après par Pastor Maldonado : 1 min 40 s 890. Le Vénézuélien conserve sa position jusqu'à la fin de la session d'essais et devance finalement Sebastian Vettel, Mark Webber, Jenson Button (victime d'un ennui de SREC dès la mi-séance) et Fernando Alonso,,,.
- Valtteri Bottas, pilote essayeur chez Williams F1 Team, a remplacé Bruno Senna lors de cette séance d'essais.
- Jules Bianchi, pilote essayeur chez Force India, a remplacé Nico Hülkenberg lors de cette séance d'essais.

### Deuxième séance, le vendredi de 14 h à 15 h 30
| Pos. | Pilote             | Voiture              | Chrono         | Écart     |
| ---- | ------------------ | -------------------- | -------------- | --------- |
| 1    | Sebastian Vettel   | Red Bull-Renault     | 1 min 39 s 334 |           |
| 2    | Nico Hülkenberg    | Force India-Mercedes | 1 min 39 s 465 | + 0 s 131 |
| 3    | Kamui Kobayashi    | Sauber-Ferrari       | 1 min 39 s 595 | + 0 s 261 |
| 4    | Michael Schumacher | Mercedes             | 1 min 39 s 601 | + 0 s 267 |
| 5    | Bruno Senna        | Williams-Renault     | 1 min 39 s 664 | + 0 s 310 |
| 6    | Paul di Resta      | Force India-Mercedes | 1 min 39 s 700 | + 0 s 366 |

La température ambiante est de 25 °C et la piste est à 33 °C au départ de la deuxième séance d'essais libres. Romain Grosjean prend immédiatement la piste et, après un tour d'installation, réalise le premier temps de référence en 1 min 45 s 049,,,.
De nombreux pilotes se relaient ensuite en tête du classement : Sergio Pérez tourne en 1 min 42 s 627, Pastor Maldonado, auteur du meilleur temps de la session matinale, en 1 min 41 s 133, Kamui Kobayashi en 1 min 41 s 085 et Sebastian Vettel en 1 min 41 s 035,,,.
Pastor Maldonado reprend la tête en 1 min 40 s 557 et lutte contre les deux pilotes McLaren, Button tournant en 1 min 40 s 552 et Lewis Hamilton en 1 min 40 s 397. Fernando Alonso passe alors en tête en 1 min 40 s 248 avant d'être battu par Michael Schumacher (1 min 40 s 169) et son coéquipier Nico Rosberg (1 min 40 s 154),,,.
Jenson Button est le premier à tourner sous les 1 minute 40 secondes (1 min 39 s 990) mais son temps est amélioré par Nico Rosberg (1 min 39 s 926). Il reste un peu moins d'une heure dans cette séance quand de nombreux pilotes commencent à chausser leurs pneus tendres, suivant l'exemple de Button. Ainsi chaussé, Fernando Alonso boucle un tour en 1 min 39 s 733 quand son compatriote Pedro de la Rosa part à la faute dans le virage no 14 et tape violemment un mur de pneus,,,.
En fin de séance, Michael Schumacher réalise un tour en 1 min 39 s 601 mais Sebastian Vettel améliore en 1 min 39 s 334
et devance Nico Hülkenberg (qui n'a pas tourné lors de la première session), Kamui Kobayashi, Schumacher et Bruno Senna qui avait laissé son volant à Valtteri Bottas lors de la première séance,,,.

### Troisième séance, le samedi de 11 h à 12 h
| Pos. | Pilote          | Voiture              | Chrono         | Écart     |
| ---- | --------------- | -------------------- | -------------- | --------- |
| 1    | Jenson Button   | McLaren-Mercedes     | 1 min 38 s 562 |           |
| 2    | Romain Grosjean | Lotus-Renault        | 1 min 38 s 655 | + 0 s 093 |
| 3    | Kimi Räikkönen  | Lotus-Renault        | 1 min 38 s 759 | + 0 s 197 |
| 4    | Nico Hülkenberg | Force India-Mercedes | 1 min 38 s 819 | + 0 s 257 |
| 5    | Paul di Resta   | Force India-Mercedes | 1 min 38 s 892 | + 0 s 330 |
| 6    | Sergio Pérez    | Sauber-Ferrari       | 1 min 39 s 084 | + 0 s 522 |

La température ambiante est de 25 °C et la piste est à 29 °C au départ de la dernière séance des essais libres du Grand Prix. Si les pilotes s'élancent très vite en piste pour boucler leur tour d'installation, il faut attendre près d'un quart d'heure avant que Romain Grosjean n'établisse le premier temps de référence en 1 min 40 s 136. Il est relayé par son coéquipier Kimi Räikkönen (1 min 39 s 796) puis par Lewis Hamilton (1 min 39 s 793) et Pastor Maldonado (1 min 39 s 762),,,.
À la mi-séance, Fernando Alonso est le seul pilote à n'avoir pas encore réalisé le moindre tour lancé. Sebastian Vettel prend la tête du classement en 1 min 39 s 448 et améliore aussitôt en 1 min 39 s 434, toujours chaussé de pneus durs. Romain Grosjean est le premier pilote à adopter les pneus tendres et se replace aussitôt en tête en 1 min 38 s 655. Si Fernando Alonso, enfin en piste, progresse peu à peu dans le classement, Mark Webber semble avoir des soucis techniques au niveau de ses freins. Jenson Button, avec un tour en 1 min 38 s 562, est le seul à devancer Grosjean en fin de séance,,,.

## Séance de qualifications

### Résultats des qualifications

#### Session Q1
Au départ de la séance qualificative du Grand Prix d'Europe, le soleil brille, la température ambiante est de 25 °C et la piste est à 45 °C. Les pilotes s'élancent rapidement en piste à l'exception de Timo Glock, malade depuis plusieurs jours. Daniel Ricciardo établit le premier un temps de référence en 1 min 40 s 707,,,.
Plusieurs pilotes se relaient en tête du classement : Bruno Senna tourne en 1 min 40 s 468, Felipe Massa en 1 min 39 s 634, Michael Schumacher en 1 min 39 s 577 et Lewis Hamilton en 1 min 39 s 169. Quelques pilotes choisissent de chausser leurs pneus tendres en fin de session, ce qui permet notamment à Paul di Resta de prendre la tête en 1 min 38 s 858 puis à Pastor Maldonado de lui ravir la place en 1 min 38 s 825,,,.
Six pilotes sont éliminés à l'issue de cette session : Narain Karthikeyan, Pedro de la Rosa, Charles Pic, Vitaly Petrov, Jean-Éric Vergne et Mark Webber, victime d'un problème technique au niveau de son aileron arrière mobile. Timo Glock, qui n'a pas tourné, n'est pas qualifié pour la course mais est autorisé par la FIA à prendre le départ du Grand Prix,,,.

#### Session Q2
Dès l'ouverture de la séance, les pilotes se relancent en piste, quasiment tous en pneus tendres pour accroître leurs chances d'accéder à la Q3. Paul di Resta prend la tête en 1 min 38 s 922 mais est vite battu par Kamui Kobayashi (1 min 38 s 703) et Nico Rosberg (1 min 38 s 504). Fernando Alonso et Felipe Massa tentent le pari de s'élancer en pneus durs, mais sont respectivement douzième et quatorzième,,,.
Les deux pilotes Ferrari sont obligés de se relancer en fin de séance avec des pneus tendres alors que Nico Rosberg et Kimi Räikkönen font le pari de ne plus reprendre la piste jusqu'à la fin de la session. Romain Grosjean parvient à améliorer le temps de Rosberg tandis que les deux pilotes Ferrari sont éliminés,,,.
Les sept pilotes éliminés sont ainsi Daniel Ricciardo, Heikki Kovalainen qui n'a pratiquement pas roulé, Sergio Pérez, Bruno Senna, Felipe Massa, Michael Schumacher et Fernando Alonso,,,.

#### Session Q3
Jenson Button, Lewis Hamilton, Nico Rosberg, Kimi Räikkönen et Pastor Maldonado sont les premiers à monter en piste dès son ouverture, les autres pilotes choisissant de se qualifier en un seul tour lancé,,,.
À l'issue de cette première tentavive, Nico Rosberg prend la tête grâce à un tour lancé en 1 min 38 s 623. Il devance Button, Hamilton et Räikkönen alors que Maldonado fait une erreur et rejoint son stand. Alors qu'il ne reste que quatre minutes, Romain Grosjean bat le temps de Rosberg. Juste après, il est devancé par Pastor Maldonado, lui-même battu par Sebastian Vettel qui obtient la trente-troisième pole position de sa carrière en 1 min 38 s 086,,,.

### Grille de départ
| Pos.                                                                                      | Pilote                  | Écurie               | Qualifications 1 | Qualifications 2 | Qualifications 3 |
| ----------------------------------------------------------------------------------------- | ----------------------- | -------------------- | ---------------- | ---------------- | ---------------- |
| 1                                                                                         | Sebastian Vettel SREC   | Red Bull-Renault     | 1 min 39 s 626   | 1 min 38 s 530   | 1 min 38 s 086   |
| 2                                                                                         | Lewis Hamilton SREC     | McLaren-Mercedes     | 1 min 39 s 169   | 1 min 38 s 616   | 1 min 38 s 410   |
| 3                                                                                         | Pastor Maldonado SREC   | Williams-Renault     | 1 min 38 s 825   | 1 min 38 s 570   | 1 min 38 s 475   |
| 4                                                                                         | Romain Grosjean SREC    | Lotus-Renault        | 1 min 39 s 530   | 1 min 38 s 489   | 1 min 38 s 505   |
| 5                                                                                         | Kimi Räikkönen SREC     | Lotus-Renault        | 1 min 39 s 464   | 1 min 38 s 531   | 1 min 38 s 513   |
| 6                                                                                         | Nico Rosberg SREC       | Mercedes             | 1 min 39 s 061   | 1 min 38 s 504   | 1 min 38 s 623   |
| 7                                                                                         | Kamui Kobayashi SREC    | Sauber-Ferrari       | 1 min 39 s 651   | 1 min 38 s 703   | 1 min 38 s 741   |
| 8                                                                                         | Nico Hülkenberg SREC    | Force India-Mercedes | 1 min 39 s 009   | 1 min 38 s 689   | 1 min 38 s 752   |
| 9                                                                                         | Jenson Button SREC      | McLaren-Mercedes     | 1 min 39 s 622   | 1 min 38 s 563   | 1 min 38 s 801   |
| 10                                                                                        | Paul di Resta SREC      | Force India-Mercedes | 1 min 38 s 858   | 1 min 38 s 519   | 1 min 38 s 992   |
| 11                                                                                        | Fernando Alonso SREC    | Ferrari              | 1 min 39 s 409   | 1 min 38 s 707   |                  |
| 12                                                                                        | Michael Schumacher SREC | Mercedes             | 1 min 39 s 447   | 1 min 38 s 770   |                  |
| 13                                                                                        | Felipe Massa SREC       | Ferrari              | 1 min 39 s 388   | 1 min 38 s 780   |                  |
| 14                                                                                        | Bruno Senna SREC        | Williams-Renault     | 1 min 39 s 449   | 1 min 39 s 207   |                  |
| 15                                                                                        | Sergio Pérez SREC       | Sauber-Ferrari       | 1 min 39 s 353   | 1 min 39 s 358   |                  |
| 16                                                                                        | Heikki Kovalainen SREC  | Caterham-Renault     | 1 min 40 s 087   | 1 min 40 s 295   |                  |
| 17                                                                                        | Daniel Ricciardo SREC   | Toro Rosso-Ferrari   | 1 min 39 s 924   | 1 min 40 s 358   |                  |
| 18                                                                                        | Jean-Éric Vergne SREC   | Toro Rosso-Ferrari   | 1 min 40 s 203   |                  |                  |
| 19                                                                                        | Mark Webber SREC        | Red Bull-Renault     | 1 min 40 s 395   |                  |                  |
| 20                                                                                        | Vitaly Petrov SREC      | Caterham-Renault     | 1 min 40 s 457   |                  |                  |
| 21                                                                                        | Pedro de la Rosa        | HRT-Cosworth         | 1 min 42 s 171   |                  |                  |
| 22                                                                                        | Narain Karthikeyan      | HRT-Cosworth         | 1 min 42 s 527   |                  |                  |
| 23                                                                                        | Charles Pic             | Marussia-Cosworth    | 1 min 42 s 675   |                  |                  |
| Temps minimal à réaliser pour la qualification : 1 min 47 s 742 (107 % de 1 min 38 s 825) |                         |                      |                  |                  |                  |
| Nq                                                                                        | Timo Glock              | Marussia-Cosworth    | Pas de temps     |                  |                  |

- Timo Glock, qui souffre d'une infection intestinale, ne peut s'aligner en qualifications mais est autorisé par la FIA à prendre le départ du Grand Prix. Néanmoins, les médecins lui conseillent de ne pas participer à la course[23].

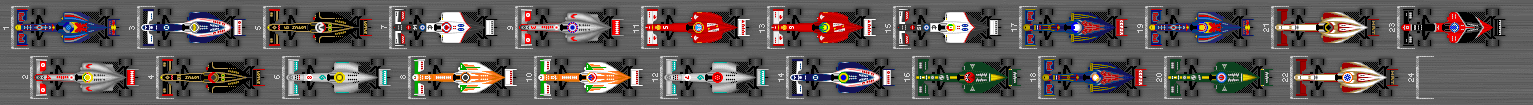
La grille de qualification et de départ du Grand Prix d'Europe 2012.

## Course

### Déroulement de l'épreuve
La température ambiante est de 26 °C et la piste est à 45 °C au départ du Grand Prix d'Europe. Sebastian Vettel est en pole position et seulement vingt-trois pilotes sont sur la grille puisque Timo Glock a déclaré forfait pour raison médicale. À l'extinction des feux, Sebastian Vettel s'engouffre en tête dans le premier virage tandis que Romain Grosjean dépasse Pastor Maldonado pour le gain de la troisième position. Au premier passage sur la ligne de chronométrage, Vettel devance Lewis Hamilton, Grosjean, Kamui Kobayashi, Maldonado, Kimi Räikkönen, Nico Hülkenberg, Fernando Alonso, Paul di Resta, Felipe Massa, Nico Rosberg et Michael Schumacher,,,.
Tandis que Romain Grosjean reste dans les roues de Lewis Hamilton, Pastor Maldonado réussit à doubler Kimi Räikkönen. Pendant ce temps, Vettel compte déjà 4 secondes d'avance sur Hamilton, avance portée à plus de 5 secondes dès le troisième tour. Lewis Hamilton roule sur un rythme assez lent et ralentit tous les pilotes qui le suivent. Un train de voitures se forme derrière lui : Grosjean, Kobayashi, Maldonado, Räikkönen, Hülkenberg et Alonso,,,.
Au septième tour, Vettel précède Hamilton de 9 secondes, Grosjean de 10 s, Kobayashi de 11 s, Maldonado de 12 s, Räikkönen de 13 secondes ; suivent Hülkenberg, Alonso, di Resta et Massa. Romain Grosjean double Lewis Hamilton dans le neuvième tour et le distance immédiatement. Jenson Button et Sergio Pérez rentrent les premiers changer leurs pneus dans ce même tour. Massa s'arrête au tour suivant, Hamilton et Vitaly Petrov au treizième, Kobayashi, Räikkönen, Maldonado, Hülkenberg, et Daniel Ricciardo au quatorzième, Alonso au suivant, Vettel et Grosjean au seizième, Jean-Éric Vergne au dix-septième, Webber et Schumacher au dix-neuvième, Rosberg et Kobayashi (qui vient de s'accrocher avec Bruno Senna) au suivant et di Resta au vingt-troisième,,,.
Pendant ce temps, Räikkönen a doublé Maldonado dans le douzième tour et Fernando Alonso a fait de même au tour suivant. Ainsi, au vingt-quatrième tour, Vettel devance Grosjean de 21 s, Hamilton de 28 s, Alonso de 33 s, Räikkönen de 37 s, Maldonado de 40 s ; suivent Massa, Hülkenberg, Button, Pérez, Ricciardo et Rosberg.
Jenson Button change ses pneus au vingt-sixième tour, Massa au tour suivant pendant que Heikki Kovalainen et Vergne s'accrochent, ce qui provoque l'entrée en piste de la voiture de sécurité. Profitant de la neutralisation de l'épreuve, Grosjean, Hamilton, Alonso, Räikkönen, Maldonado, Hulkenberg s'arrêtent immédiatement changer leurs pneus tandis que Vettel reste en piste un tour de plus que ses rivaux,,,.
Au trentième tour, derrière la voiture de sécurité, Vettel précède Grosjean, Alonso, Ricciardo, Räikkönen, Hamilton, Rosberg, Schumacher, Webber, Maldonado, Hülkenberg, di Resta, Kobayashi, Massa, Button, Pérez, Petrov, Pedro de la Rosa, Charles Pic, Kovalainen, Senna et Narain Karthikeyan,,,.
La course est relancée au trente-troisième tour et Fernando Alonso prend immédiatement l'avantage sur Romain Grosjean pour le gain de la deuxième place. Quelques minutes plus tard, Sebastian Vettel, toujours en tête, abandonne à la suite d'un problème d'alternateur. Fernando Alonso mène désormais la course et Romain Grosjean est deuxième devant Hamilton, Räikkönen, Ricciardo, Schumacher, Webber, Maldonado, Hülkenberg, di Resta, Button, Pérez, Rosberg et Petrov,,,.
Quelques minutes plus tard, Grosjean abandonne à son tour, victime lui aussi d'une panne d'alternateur : Lewis Hamilton occupe alors la deuxième place devant Kimi Räikkönen et Pastor Maldonado. En tête, Alonso creuse un écart de 4 secondes sur Hamilton alors qu'il reste encore dix tours. Lewis Hamilton, dont les pneus arrière sont complètement détruits, doit laisser passer Kimi Räikkönen et se retrouve à la merci de Pastor Maldonado. Le Vénézuélien l'attaque et provoque un accrochage qui conduit à l'abandon d'Hamilton. Si Maldonado peut poursuivre jusqu'à l'arrivée et franchit le drapeau à damier en dixième position, il est pénalisé de vingt secondes pour avoir provoqué l'accrochage avec Hamilton et est finalement déclassé à la douzième place,,,.
Fernando Alonso remporte sa deuxième victoire de la saison, la deuxième place revenant à Kimi Räikkönen et la troisième à Michael Schumacher qui réalise son premier podium depuis son retour en Formule 1 en 2010. Suivent pour les points : Webber, Hülkenberg, Rosberg, di Resta, Button, Pérez et Senna,,,.

### Classement de la course
| Pos. | no | Pilote                  | Écurie               | Tours | Temps/Abandon                      | Grille | Points |
| ---- | -- | ----------------------- | -------------------- | ----- | ---------------------------------- | ------ | ------ |
| 1    | 5  | Fernando Alonso SREC    | Ferrari              | 57    | 1 h 44 min 16 s 649 (177,728 km/h) | 11     | 25     |
| 2    | 9  | Kimi Räikkönen SREC     | Lotus-Renault        | 57    | + 6 s 421                          | 5      | 18     |
| 3    | 7  | Michael Schumacher SREC | Mercedes             | 57    | + 12 s 639                         | 12     | 15     |
| 4    | 2  | Mark Webber SREC        | Red Bull-Renault     | 57    | + 13 s 628                         | 19     | 12     |
| 5    | 12 | Nico Hülkenberg SREC    | Force India-Mercedes | 57    | + 19 s 993                         | 8      | 10     |
| 6    | 8  | Nico Rosberg SREC       | Mercedes             | 57    | + 21 s 176                         | 6      | 8      |
| 7    | 11 | Paul di Resta SREC      | Force India-Mercedes | 57    | + 22 s 866                         | 10     | 6      |
| 8    | 3  | Jenson Button SREC      | McLaren-Mercedes     | 57    | + 24 s 653                         | 9      | 4      |
| 9    | 15 | Sergio Pérez SREC       | Sauber-Ferrari       | 57    | + 27 s 777                         | 15     | 2      |
| 10   | 19 | Bruno Senna SREC        | Williams-Renault     | 57    | + 35 s 961                         | 14     | 1      |
| 11   | 16 | Daniel Ricciardo SREC   | Toro Rosso-Ferrari   | 57    | + 37 s 041                         | 17     |        |
| 12   | 18 | Pastor Maldonado SREC   | Williams-Renault     | 57    | + 54 s 630 (dont 20 s de pénalité) | 3      |        |
| 13   | 21 | Vitaly Petrov SREC      | Caterham-Renault     | 57    | + 1 min 15 s 871                   | 20     |        |
| 14   | 20 | Heikki Kovalainen SREC  | Caterham-Renault     | 57    | + 1 min 34 s 654                   | 16     |        |
| 15   | 25 | Charles Pic             | Marussia-Cosworth    | 57    | + 1 min 36 s 551                   | 23     |        |
| 16   | 6  | Felipe Massa SREC       | Ferrari              | 56    | + 1 tour                           | 13     |        |
| 17   | 22 | Pedro de la Rosa        | HRT-Cosworth         | 56    | + 1 tour                           | 21     |        |
| 18   | 23 | Narain Karthikeyan      | HRT-Cosworth         | 56    | + 1 tour                           | 22     |        |
| 19   | 4  | Lewis Hamilton SREC     | McLaren-Mercedes     | 55    | + 2 tours (accrochage)             | 2      |        |
| Abd. | 10 | Romain Grosjean SREC    | Lotus-Renault        | 40    | Alternateur                        | 4      |        |
| Abd. | 1  | Sebastian Vettel SREC   | Red Bull-Renault     | 33    | Alternateur                        | 1      |        |
| Abd. | 14 | Kamui Kobayashi SREC    | Sauber-Ferrari       | 33    | Accrochage                         | 7      |        |
| Abd. | 17 | Jean-Éric Vergne SREC   | Toro Rosso-Ferrari   | 26    | Crevaison (accrochage)             | 18     |        |
| Np.  | 24 | Timo Glock              | Marussia-Cosworth    |       | Maladie                            |        |        |

### Pole position et record du tour
Sebastian Vettel obtient la trente-troisième pole position de sa carrière, sa troisième consécutive sur le circuit de Valence et sa troisième de la saison. Nico Rosberg réalise le troisième meilleur tour en course de sa carrière, son premier sur ce tracé et son premier de la saison.
- Pole position :  Sebastian Vettel (Red Bull-Renault) en 1 min 38 s 086 (198,891 km/h)[29].
- Meilleur tour en course :  Nico Rosberg (Mercedes Grand Prix) en 1 min 42 s 163 (190,954 km/h) au cinquante-quatrième tour[30].

### Tours en tête
Parti en pole position, Sebastian Vettel fait la course en tête sans interruption jusqu'à ce qu'il subisse un problème d'alternateur au trente-quatrième tour. Parti onzième et remonté grâce à un bon pilotage et des arrêts au stand performants, Fernando Alonso s'empare alors de la première place et la conserve jusqu'au drapeau à damier.
- Sebastian Vettel : 33 tours (1-33)
- Fernando Alonso : 24 tours (34-57)

## Classements généraux à l'issue de la course
| Pos. | Pilote             | Écurie               | Points |
| ---- | ------------------ | -------------------- | ------ |
| 1    | Fernando Alonso    | Ferrari              | 111    |
| 2    | Mark Webber        | Red Bull-Renault     | 91     |
| 3    | Lewis Hamilton     | McLaren-Mercedes     | 88     |
| 4    | Sebastian Vettel   | Red Bull-Renault     | 85     |
| 5    | Nico Rosberg       | Mercedes             | 75     |
| 6    | Kimi Räikkönen     | Lotus-Renault        | 73     |
| 7    | Romain Grosjean    | Lotus-Renault        | 53     |
| 8    | Jenson Button      | McLaren-Mercedes     | 49     |
| 9    | Sergio Pérez       | Sauber-Ferrari       | 39     |
| 10   | Pastor Maldonado   | Williams-Renault     | 29     |
| 11   | Paul di Resta      | Force India-Mercedes | 27     |
| 12   | Kamui Kobayashi    | Sauber-Ferrari       | 21     |
| 13   | Nico Hülkenberg    | Force India-Mercedes | 17     |
| 14   | Michael Schumacher | Mercedes             | 17     |
| 15   | Bruno Senna        | Williams-Renault     | 16     |
| 16   | Felipe Massa       | Ferrari              | 11     |
| 17   | Jean-Éric Vergne   | Toro Rosso-Ferrari   | 4      |
| 18   | Daniel Ricciardo   | Toro Rosso-Ferrari   | 2      |

| Pos. | Écurie               | Points |
| ---- | -------------------- | ------ |
| 1    | Red Bull-Renault     | 176    |
| 2    | McLaren-Mercedes     | 137    |
| 3    | Lotus-Renault        | 126    |
| 4    | Ferrari              | 122    |
| 5    | Mercedes             | 92     |
| 6    | Sauber-Ferrari       | 60     |
| 7    | Williams-Renault     | 45     |
| 8    | Force India-Mercedes | 44     |
| 9    | Toro Rosso-Ferrari   | 6      |

## Statistiques
Le Grand Prix d'Europe 2012 représente :
- la 33e pole position de sa carrière pour Sebastian Vettel[34] ;
- la 29e victoire de sa carrière pour Fernando Alonso[35] ;
- le 155e et dernier podium de sa carrière pour Michael Schumacher[36] ;
- la 218e victoire pour Ferrari en tant que constructeur[37] ;
- la 219e victoire pour Ferrari en tant que motoriste[38].

Au cours de ce Grand Prix :
- Mika Salo (110 Grands Prix entre 1994 et 2002, 2 podiums et 33 points) est nommé conseiller des commissaires de course.